# Pierre Hérigone
Vous lisez un « bon article » labellisé en 2011.
Ne doit pas être confondu avec Érigone.

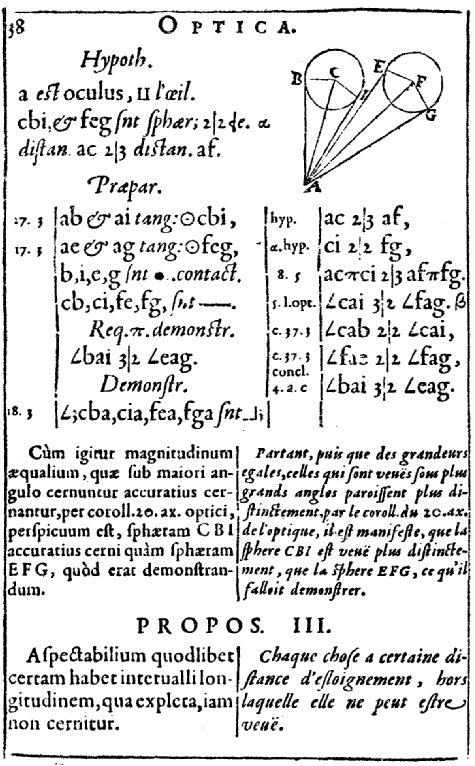
Une démonstration de l'Optique d'Euclide traduite par Hérigone (Tome V).

Pierre Hérigone (également connu sous son nom latinisé Petrus Herigonius), né vers 1580 et mort à Paris le 1er mars 1643, est un mathématicien et astronome français d'origine basque.
Hérigone, présent à Paris à partir de 1630, publie entre 1632 et 1642. D'après une confidence de l'avocat polymathe manceau Claude Hardy, un Chalonnais, le sieur Clément Cyriaque de Mangin se cache sous ce prête-nom. Cette affirmation, étayée par ce seul témoignage, a été amplifiée par le père Jacob et le père Papillon. Pour autant, l'œuvre éditée de Pierre Hérigone est singulière, et fort éloignée des autres livres attribués à de Mangin. Elle consiste en un cours universel, le Cursus mathematicus, divisé en six tomes, où l'auteur recense une grande partie des connaissances de son siècle.
Dans cette œuvre, Hérigone se montre l'un des continuateurs les plus inventifs de François Viète. Il vulgarise sa formalisation de l'algèbre et la prolonge en anticipant de plusieurs siècles l'hypothétique construction d'une langue universelle, indépendante des langues vernaculaires et susceptible de traduire tous les raisonnements. Sa recherche d'une langue universelle rejoint d'ailleurs les préoccupations de ses contemporains, Adrien Romain ou Descartes (dans ses Regulae).
Quelques-unes de ses inventions pour noter les démonstrations mathématiques ont d'ailleurs fait fortune, comme le signe {\displaystyle \bot } (« T renversé ») pour désigner l'orthogonalité, l'introduction en France du mot parallélépipèdum ou sa notation des puissances (sensiblement améliorée par Descartes). À la fin du XIXe siècle, certains ont cru voir dans le Cursus mathematicus d'Hérigone et sa tentative de langue universelle, un lointain ancêtre du formulaire de mathématiques de Giuseppe Peano.

## Biographie

### Des traces éparses
Dans son « Apologie ou juste défense », Pierre Hérigone se dit lui-même d'origine basque, ce que reprennent au XIXe siècle l'historien des sciences Baldassare Boncompagni et au XXe siècle le norvégien Per Stromholm ; ce fait semble communément admis. Par ailleurs, fort peu de choses sont connues de sa vie.
Hérigone enseigne à Paris vers 1630. Il fait partie de l'Académie de Marin Mersenne, c'est-à-dire qu'il est en correspondance avec ce père Minime. Le fait que Mersenne le connaisse personnellement n'est pas assuré pour autant. Néanmoins, le père Mersenne apprécie ses travaux d'algèbre. Les publications qui lui sont attribuées sont imprimées à partir de 1632 par Henry Le Gras et sont disponibles chez l'auteur. Les quatre premiers volumes sont publiés en 1632, le cinquième en 1637, le dernier en 1642. En 1639, Pierre Hérigone publie un petit dictionnaire contenant les étymologies & significations des noms & termes plus obscurs des mathématiques, en supplément d'une édition des livres d'Euclide démontrés par notes, toujours chez Henry le Gras.

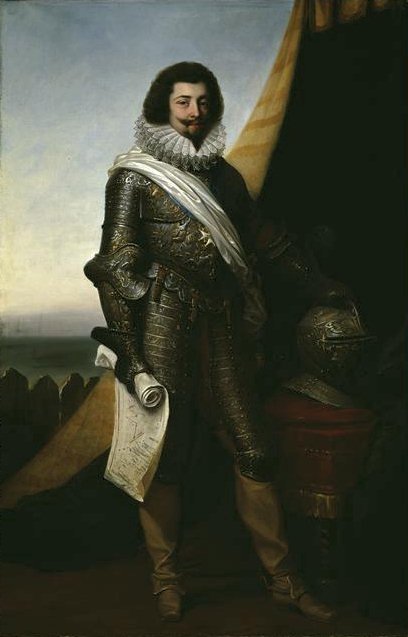
Le maréchal de Bassompierre

Ces publications sont dédiées au maréchal de Bassompierre, chose étonnante car le marquis d'Haroué est tombé en disgrâce de 1631 à 1643. Les louanges qu'adresse Hérigone à ce protecteur emprisonné et déchu semblent incompréhensibles à la plupart de ses commentateurs. Il semble que certains des livres invendus lors des premières éditions aient été « maquillés » en 1644 à l'occasion de l'impression du sixième volume chez Simeon Piget. La dédicace à Bassompière daterait dans ce cas de 1644, date à laquelle ce maréchal, gracié, rentre en cour et retrouve son titre de colonel général des Suisses et des Grisons.
En 1634, Hérigone se trouve engagé dans un débat qui accroît sa notoriété : la communauté scientifique de l'époque est partagée sur la possibilité de mesurer la longitude en mer au moyen de seules horloges. Ce débat, essentiel pour la navigation d'alors, a été soulevé par l'astronome-astrologue Jean-Baptiste Morin. Celui-ci réclame pour lui la paternité d'une méthode originale et espère par ce biais recevoir des subsides de l'État. À partir du 30 mars 1634, Hérigone participe à la commission scientifique convoquée par le cardinal de Richelieu chargée d'évaluer l'efficacité de la méthode proposée par Morin pour trouver la longitude d'après le mouvement apparent de la Lune. Cette commission comprend entre autres l'abbé de Chambon, Étienne Pascal, Jean de Beaugrand, Jean Boulenger et Claude Mydorge, les amiraux de Mantyz et de Beaulieu. La commission se réunit de nouveau le 10 avril de la même année et remet à Morin une première conclusion de ses travaux. La dispute qui oppose Morin aux membres de la commission dure cinq ans. La commission, ayant examiné les expériences de Morin, se réunit une dernière fois et rend un avis négatif sur les questions soulevées par Richelieu.

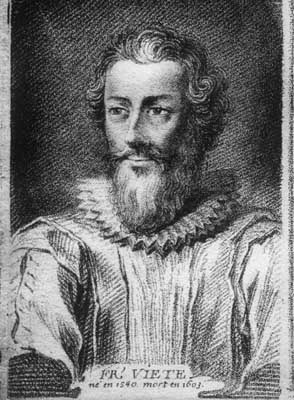
Hérigone est un des premiers à populariser l'œuvre de Viète

Morin éprouve une rancœur tenace à l'égard de Richelieu, Beaugrand et Hérigone. La rumeur court que Morin a été l'élève de Pierre Hérigone mais l'astronome le nie fermement dans sa défense. Il en veut particulièrement à Hérigone qu'il pense responsable de ce jugement ; en effet Hérigone se charge de rendre compte de l'avis de la commission au nom des autres membres.

« Il paraît à tout homme de bon jugement que les commissaires entre lesquels j'ai eu l'honneur d'être nommé pour l'examen de la méthode de Morin, homme de mérite et de savoir, ont rendu une sentence véritable et juridique. […] Pour moi je n'ai ni le loisir ni la volonté de perdre le temps à répondre aux discours piquants d'un homme un peu ému. »

Mais l'astronome « Morin en eust vomy sa bile en injures contre luy », affirme Hérigone dans son Astronomie, qui donne dans cette partie de son Cursus mathématique les raisons des erreurs de Morin ; cinq causes qu'il attribue à la distance Terre-Lune, qui n'est pas constante, aux multiples observations qu'il faut faire simultanément, et aux réfractions dues à l'atmosphère. En 1635, Quelques amis prennent sa défense dans une série de Lettres écrites au Sieur Morin par les plus célèbres astronomes de France (Louis-Emmanuel de Valois, Le prieur de la Valette et Pierre Gassendi) auquel Morin joint un libelle attaquant Hérigone sur ses propres méthodes et débutant par ses mots : « J'ai toujours tenu le sieur Hérigone comme le plus savant mathématicien de tous mes commissaires. »

Un autre sujet de dissension entre les deux hommes est le refus qu'oppose Hérigone aux croyances astrologiques de Morin. Dans son Cursus, il pousse plus loin sa critique et écrit : 
«  Le désir de savoir les choses à venir est une ancienne maladie de l’esprit humain et les Grands se plaisent d’entendre que leurs destinées sont écrites dans le ciel et que les astres veillent sur leurs fortunes. »
 Quant à Morin, Hérigone ne lui consacre qu'un petit chapitre, intitulé « De ventilatione Morini  » ; car, souligne le mathématicien, « il n'a jamais produit que du vent. » Giovanna Cifoletti pense qu'à cette occasion Beaugrand et Hérigone ont échangé leurs façons de comprendre la méthode des tangentes de Fermat.
En dehors de sa participation à la commission Richelieu, il reste fort peu de chose de la vie de Pierre Hérigone. La seule anecdote recensée sur sa vie est un propos de Pierre Mallet, rapporté par Joseph-François Michaud et Louis-Gabriel Michaud, selon lequel le basque fut un des plus fameux joueurs de dames de son temps. « Surtout P. Hérigone », affirme Mallet. Le mathématicien d'origine écossaise James Hume de Godscroft précise d'autre part dans son propre manuel d'algèbre nouvelle (1636) qu'il ne fréquente plus personne dans les cercles mathématiques parisiens, à l'exception de Pierre Hérigone, car celui-ci n'est pas querelleur.

« Pour le sieur Mydorge et le président Pascal il y a près de deux années que je n’ai pas eu l’honneur de voir ni l’un ni l’autre ; […] je n’en frequente aucun que le sieur Herigone qui ne se mêle point de chicane ». »

Par ailleurs, quatre ans après la disparition d'Hérigone, un de ses anciens élèves, Jacques-Alexandre le Tenneur, se plaint des cours qu'il a reçus de lui. Le Tenneur est mathématicien mais son témoignage semble lui-même assez douteux.
Après sa mort, sa bibliothèque fut dispersée. Son inventaire est disponible aux archives nationales dans le minutier central des notaires de Paris, étude LXVI-137, en date du 3 mars 1643.

### La piste de Mangin
C'est sur la foi d'une indiscrétion de Claude Hardy, que les historiens ont parfois identifié Hérigone au linguiste-mathématicien Clément Cyriaque de Mangin, voire à l'imprimeur-mathématicien Denis Henrion. Le sieur Clément Cyriaque de Mangin, parfois écrit Demangin, né à Gigny-sur-Saône près de Chalon-sur-Saône, en 1570, et mort à Paris en 1642, publie l'essentiel de son œuvre dans la seconde décennie du XVIIe siècle. Il est connu pour avoir ferraillé en 1616 contre Marino Ghetaldi et Alexander Anderson – les deux premiers héritiers de Viète – son livre étant publié par l'éditeur de mathématiques Denis Henrion (demeurant également en l'île au Palais, mais à l'image Saint-Michel). Après 1620, le nom de Clément Cyriaque disparaît des éditions et Henrion publie sous son nom propre des productions attribuées généralement à de Mangin. L'idée s'est imposée qu'un arrangement a eu lieu entre les deux hommes permettant à Clément Cyriaque de Mangin de publier sous son nom de la littérature (des vers aujourd'hui disparus) et de donner ses œuvres mathématiques sous le prête-nom de Denis Henrion.

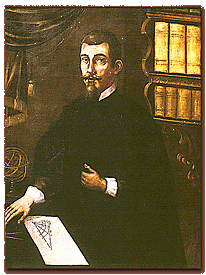
Marino Ghetaldi dans le palais du recteur de la république de Raguse

Lorsque Denis Henrion disparaît vers 1632, Hérigone commence à se faire une réputation. Ses premières œuvres voient le jour après cette date. Plus tard, les confidences de Claude Hardy rapportées par le père Jacob accréditent l'idée que de Mangin et Pierre Hérigone ne font qu'un. Hérigone est-il le nom d'emprunt de Cyriaque de Mangin ? L’écrivain chalonais Perry affirme, d'après la même source, l'identité de ces « 3 mathématiciens en 1 ».
Le véritable auteur des œuvres de Denis Henrion (avant 1632) et de Pierre Hérigone (après 1634) est-il le « baron » De Mangin ? Si cette identification est fondée, le mathématicien-poète De Mangin-Hérigone a traduit quantité d'œuvres (dont un traité des Globes et de leur usage, traduit du Latin de Robert Hues, et augmenté de plusieurs notes et opérations du compas de proportion), mais aussi publié deux pamphlets contre les élèves de Viète et des livres de récréations mathématiques qui n'ont rien en commun avec son algèbre et son encyclopédie de 1634, les positions affichées par Cyriaque à l'encontre de l'algébrisation de la géométrie étant même à l'opposé des hommages que Hérigone rend à l'algèbre spécieuse de Viète.
De nombreux historiens admettent cette identification et dans de nombreux ouvrages ou sites anglo-saxons, Pierre Hérigone est souvent présenté comme le pseudonyme de Denis Henrion ou de Clément Cyriaque de Mangin. Un grand nombre de figures publiées par la veuve Henrion sont reprises telles quelles par Hérigone dans son Cursus et on peut tout au moins soupçonner un rachat des matrices avec lesquelles ces figures ont été imprimées. Il semble difficile de trancher en la matière en l'état actuel des connaissances, d'autant qu'Hardy fut lui-même soupçonné d'avoir usé d'un pseudonyme (Vasset) pour traduire l'algèbre nouvelle de Viète et que rien dans les œuvres des deux auteurs ne semble justifier leur identification.

## LeCursus mathematicus
Le cours de Pierre Hérigone, bilingue latin-français, est d'une véritable encyclopédie avant l'heure, le but d'Hérigone étant d'exposer l'essentiel des connaissances scientifiques de son époque.
Le mathématicien va néanmoins au-delà de ce projet et se propose de réduire l'écriture des raisonnements mathématiques à un enchaînement de symboles sans faire appel à aucune langue.

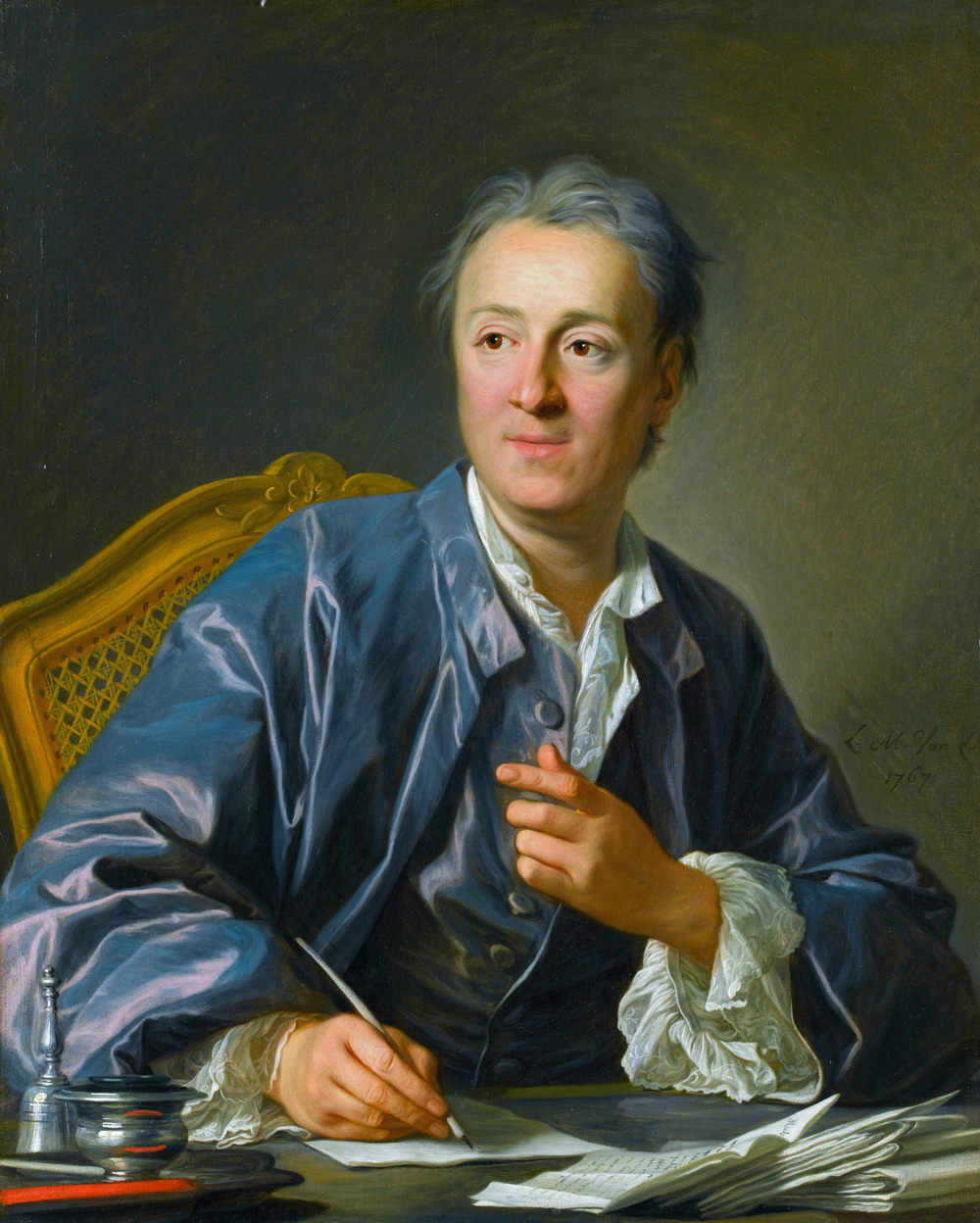
Denis Diderot, peint ici par van Loo, considérait Hérigone comme précurseur.

Le Cursus est publié à Paris en six volumes entre 1634 et 1642.
Une seconde édition de cet abrégé de mathématiques élémentaires, rédigée en français et en latin, est imprimée en 1644.

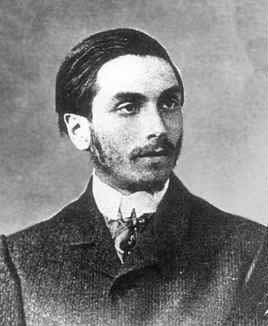
Pierre Boutroux rend hommage à Hérigone au travers de Pascal.

Parmi les connaissances qu'expose Hérigone, on trouve aussi bien de la géographie, un résumé des œuvres de Simon Stevin, de l'algèbre spécieuse de Viète, une version de la méthode des tangentes de Fermat, que l'exposé, vulgarisé, du problème de la détermination des longitudes et sa propre méthode, issue des travaux de Galilée. On trouve encore dans le tome 5 le résumé des connaissances de l'époque relatives à l'optique. Il énonce les lois de Kepler (énoncées dans la Dioptrice), d'Alhazen et de Vitellion (sans pour autant mettre de hiérarchie entre elles). Il tente de justifier les principes de réfraction (ce qui lui vaut les critiques de Fermat). Par ailleurs, Hérigone ne dit mot dans son Cursus du mécomètre (instrument de mesure des longitudes développé par Henrion).
L'essentiel de son cours réside toutefois dans la nouveauté de ses notations et dans le but fixé.

## Les apports de Pierre Hérigone
Dans son cours, Hérigone propose de noter les raisonnements des Éléments d'Euclide - voire tout raisonnement - avec un symbolisme logique qui lui est propre. Il est conscient de la nécessité de tout ramener à des prémisses:

« […] en la méthode ordinaire on se sert beaucoup de mots et d’axiomes sans les avoir premierement expliqués, mais en cette méthode on ne dit rien qui n’ait été expliqué et concédé aux premises ; même aux démonstrations, qui sont quelque peu longues, on cite par lettres grecques, ce qui a été demonstré en la suite de la démonstration. »

Extrêmement novatrice, cette recherche qui prolonge en logique le travail réalisé par François Viète sur l'algèbre spécieuse va bien au-delà de tout ce qui est réalisé au cours du XVIIe siècle ; le but en est essentiellement de faire ressortir les étapes du raisonnement et de le « mécaniser ». Hérigone le revendique pleinement, déclarant qu'il a « inventé une nouvelle méthode de faire les démonstrations, brève et intelligible, sans l'usage d'aucune langue ». Pour l'historien des mathématiques Florian Cajori, Hérigone « a complètement conscience de l'importance des notations et n'a aucun scrupule à introduire un système symbolique complet. », et ses innovations le placent directement parmi les prédécesseurs de Leibniz.
Cependant, Nicolas Bourbaki, s'il mentionne la tentative d'Hérigone d'une « écriture symbolique destinée à représenter les opérations logiques », ainsi d'ailleurs que celle de John Pell, les qualifie de « très superficielles » et « ne conduisant à aucun progrès dans l'analyse du raisonnement mathématique », comme toutes celles qui précèdent les travaux de Leibniz.
Alors que Viète a fondé en 1591 les bases de l'algèbre spécieuse, l'idée de la recherche d'une mathesis universalis est une idée dans l'air du temps. Reprise par Adrien Romain (vers 1603) et Descartes (1619), elle trouve une illustration partielle (du moins dans sa volonté de formaliser les raisonnements par une langue universelle, de tout démontrer et d'appliquer ce langage à d'autres disciplines que les mathématiques) avec Hérigone avant d'être pleinement affirmée par Leibniz. L'historien des sciences Florian Cajori note dans son histoire des mathématiques l'« éruption » des symboles créés par Hérigone. Certains sont des pictogrammes, d'autres des signes arbitraires. L'intérêt et la fécondité de ces notations n'ont pas été immédiatement perçus par ses contemporains.
Bartolomeo de Felice en relève 250 dans cet ouvrage qu'il juge « rare et singulier ». Il en donne néanmoins quelques extraits. Cette volonté de construire un « thesaurus » des connaissances mathématiques et d'en fournir des démonstrations systématiques dans un langage nouveau et artificiel est une des grandes originalités de l'œuvre de Pierre Hérigone. Celui-ci est d'ailleurs conscient de sa supériorité sur les autres auteurs mathématiques de son temps ; fondant ses raisonnement sur les postulat d'Euclide, il donne ainsi à l'algèbre spécieuse un fondement rigoureux, et pousse les résolutions de Viète jusqu'à leurs termes, livrant de véritables formules de résolution ; enfin, il applique son formalisme à des domaines tels que la géographie, la cosmographie, la navigation, et l'art de la guerre.

### Un épigone de Viète

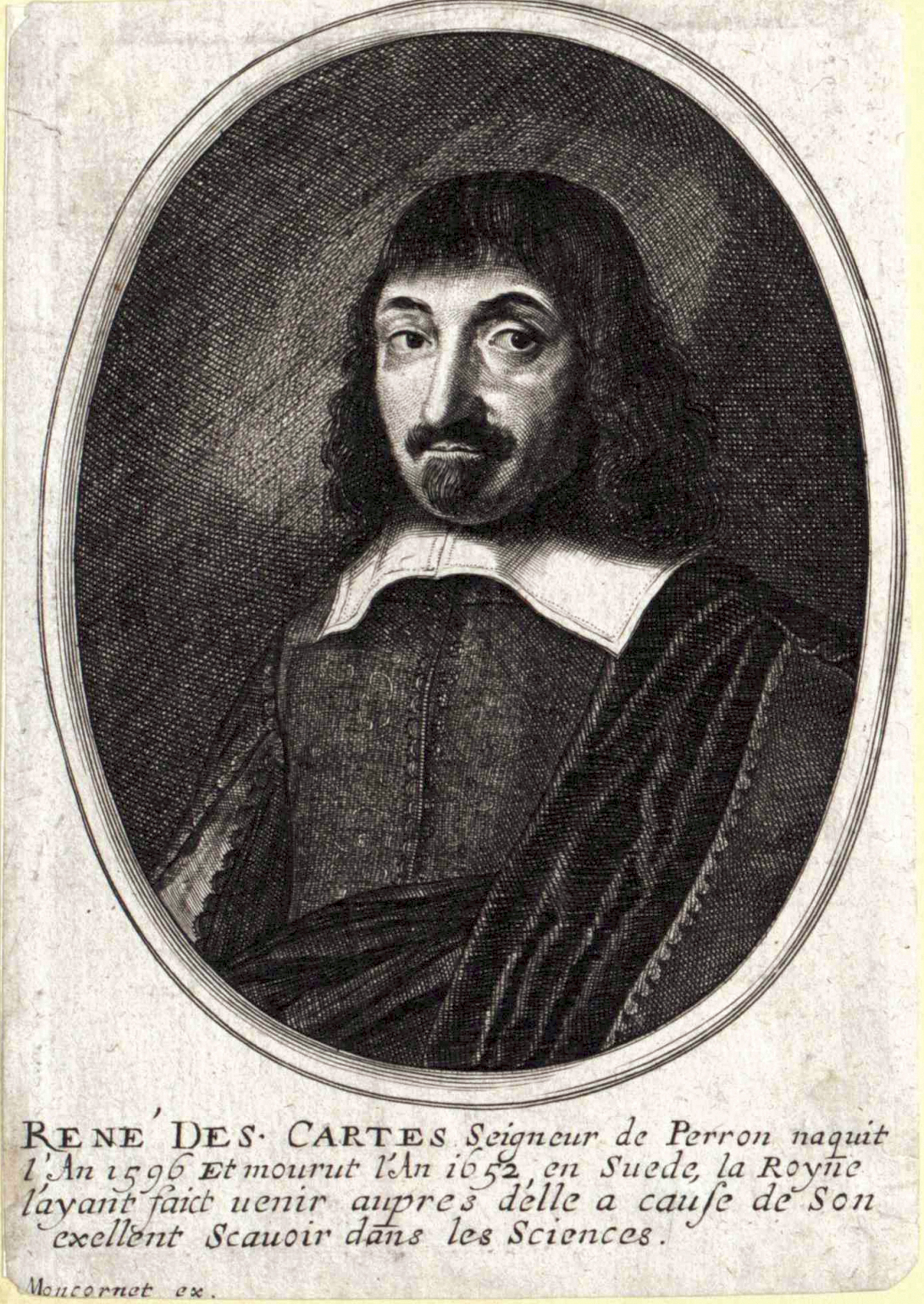
René Descartes par Montcornet.

Hérigone est le premier à populariser l'algèbre nouvelle de François Viète, à l'introduire à un niveau élémentaire d'apprentissage. Jusqu'à lui la plupart des publications de l'algèbre nouvelle l'ont été en latin, et de facto réservées à une élite. Son identification avec de Mangin pose d'autant plus de problème que de Mangin s'était opposé à Ghetaldi et Alexander Anderson, deux autres éditeurs de Viète, leur reprochant de n'avoir pas correctement résolu un problème posé en son temps par Regiomontanus. D'après G. Cifoletti, les notations d'Hérigone sont reprises dans le Calcul de Monsieur Descartes, texte d'algèbre élémentaire publié en mai juillet 1638 pour être une lecture introductive à la Géométrie du philosophe de la Haye, et rédigé, à la demande de Descartes, très certainement par son ami Godefroy de Haestrecht, un mathématicien hollandais résidant alors à Rhijnauwen, près d'Utrecht.

Hérigone prolonge l'algèbre spécieuse fondée par Viète. Comme son illustre prédécesseur, il raisonne souvent sur des quantités homogènes, les « espèces ». Toutefois, il fonde sa propre symbolique, et expose ces résultats selon une présentation originale et des procédures renouvelées. Il résout grâce à celles-ci de nouveaux problèmes. Ainsi, chez le mathématicien basque, le symbole du rectangle peut-il parfois désigner un nombre plan et pour lui le travail de l'algèbre nouvelle s'effectue sur la « forme des choses » : 

« Elle [l'algèbre] se distingue en la vulgaire et en la spécieuse. L’Algèbre vulgaire ou nombreuse est celle qui se pratique par nombres. L’Algèbre spécieuse est celle qui exerce sa logique par les espèces ou formes des choses designées par lettres de l’alphabet. L’Algèbre vulgaire sert seulement à trouver les solutions des problèmes arithmétiques sans démonstration. Mais l’Algèbre spécieuse n’est pas limitée par aucun genre de problème, et n’est pas moins utile à inventer toutes sortes de théorèmes, qu’à trouver les solutions & démonstrations des problèmes. »

 
L'algèbre est indissolublement liée à la géométrie dans son esprit: 

« Car d’un côté il est constant que la connaissance des nombres est absolument requise à la considération de la symétrie et à l'incommensurabilité de la quantité continue, desquelles la Géométrie fait un de ses principaux objets ; et d’autre part, il y a des démonstrations en notre arithmétique qui ne peuvent être entendues sans le secours des premiers livres des Éléments d’Euclide. »

De même qu'il ignore la publication des Regulae, Hérigone écarte – comme Viète avant lui – les travaux des mathématiciens italiens, de Scipione del Ferro à Niccolo Tartaglia, et la publication qu'a faite Jérôme Cardan de leurs travaux. Il les connaît mais la résolution d'équations particulières (en algèbre vulgaire ou numéreuse) n'est pas son but, qui est de donner une formulation géométrique générale des résolutions d'équations de degrés 2 et 3.
Par ailleurs, Hérigone utilise la traduction qu'Antoine Vasset, alias Claude Hardy, donne en 1630 des œuvres de Viète, de préférence à celle de Jean-Louis Vaulezard (1630-1631), traduction laborieuse, parfois mot à mot, et critiquable, qui ne permet pas une grande familiarité avec l'œuvre du mathématicien des Parthenay. Hérigone ne semble pas non plus connaître le livre posthume d'Harriot rassemblé par les soins de ses héritiers, Tarporley, Walter Warner et John Protheroe, dans lequel est développée une branche parallèle de l'innovation algébrique et qui présente parfois des similitudes avec ses notations.
En dépit de ces ressemblances, l'algèbre d'Hérigone diffère de celle de Viète par plusieurs aspects. Elle s'éloigne dans sa formulation de l'exigence de mentionner les dimensions des grandeurs, elle perd tout caractère rhétorique et, surtout, elle ramène ses démonstrations à l'axiomatique d'Euclide, ce que Viète ne fait pas systématiquement.

### Un précurseur de John Pell et de Peano

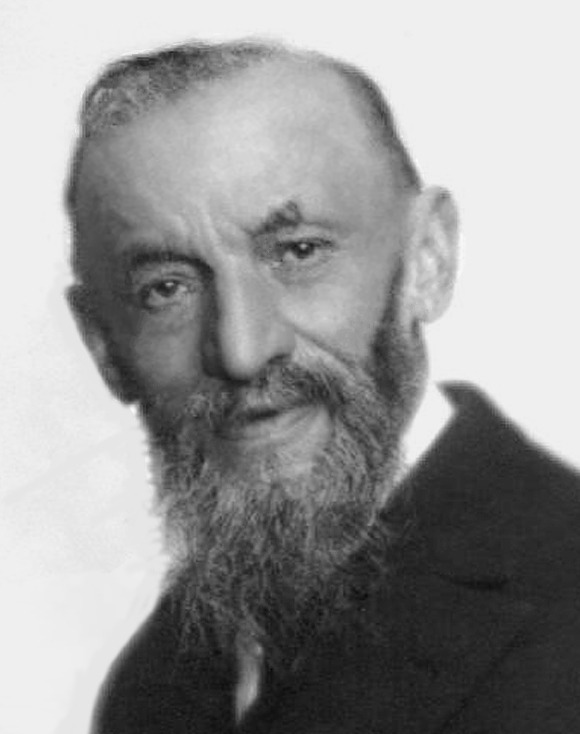
Giuseppe Peano.

La volonté de formuler une langue mathématique propre ne rencontre d'écho abouti que dans l'œuvre de Giuseppe Peano au début du XXe siècle. Le professeur de l'université de Turin se fait en effet, le propagateur de notations particulières de la logique mathématique (puis, plus tard, d'un latin simplifié, le Latino sine flexione, censé dans son esprit devenir une langue auxiliaire internationale). En proposant une langue universelle pour écrire les mathématiques et un Formulaire de mathématiques en cinq tomes rédigé par lui-même et ses collaborateurs, Peano est un de ceux qui ont, les premiers, approché le but que se fixait Hérigone. Cette similitude est remarquée par
Gino Loria. Quand Peano annonce son projet, le mathématicien mantouan note que Pierre Hérigone a tenté à peu près la même chose deux cents ans auparavant. Il émet dans un même temps de sévères critiques contre ce lointain prédécesseur
Il s'agit néanmoins pour Hérigone de donner à la fois un corpus complet de théorèmes, avec leurs démonstrations, de coder celles-ci de façon univoque et de les exposer de manière à les rendre lisibles et exploitables (sur plusieurs niveaux). De surcroît, ses démonstrations reposent essentiellement sur la base des axiomes d'Euclide, ce qui donne une cohérence et un fondement solide à son exposé.
C'est cette volonté qui conduit le mathématicien basque à une rédaction double, où le texte latin côtoie sa traduction française sur deux colonnes (pour les énoncés) alors que les démonstrations s'organisent sur trois colonnes, où peuvent se lire à la fois le texte des preuves des anciens et parallèlement leurs étapes, écrites en termes symboliques. Cette présentation autorise diverses façons de lire un texte mathématique : soit en passant rapidement sur l'architecture du raisonnement, soit en l'approfondissant, soit en parcourant la liste des notions prérequises auxquelles sa démonstration fait appel. Hérigone en est pleinement conscient et affirme :

« Ceux qui entreprennent de mettre des livres en lumière doivent bien prendre garde à deux choses : qu'il ne se trouve en leurs écrits rien de superflu, qui apporte du dégoût, ni rien de difficile et d'obscur qui rebute le lecteur. »

Une des inventions de Hérigone, le mot parallélépipèdus.

Ce but n'est pas toujours atteint : certains symboles de Pierre Hérigone sont ambigus, témoin U pour vel ; l'égalité chez lui s'écrit 2|2, plus grand 3|2, plus petit 2|3 ; des confusions s'avèrent possibles. Un curieux symbole « |_| » désigne la multiplication, et parfois l'égalité, la lettre π désigne le périmètre mais aussi la proportion. Enfin, Hérigone use de nombreuses abréviations : « add. » pour additionner, « alt. » pour hauteur (altitudo), « pa. » pour pair, « circscr. » pour centre et circonscrit, « D » pour donnée, etc. qui n'ont pas eu davantage de succès, et qui ne peuvent pas être portées à son crédit, un certain nombre ayant déjà été utilisées avant lui.
En revanche, Hérigone est le premier à introduire le symbole « {\displaystyle \perp } », notation – toujours actuelle – pour exprimer que deux droites sont perpendiculaires, ainsi que le symbole « {\displaystyle \angle } » pour nommer un angle. Cela crée parfois une ambiguïté avec le symbole « {\displaystyle <} » choisi par les éditeurs de Thomas Harriot pour écrire l'inégalité stricte, et d'un usage universel depuis. L'ouvrage de Pierre Hérigone contient également nombre de termes mathématiques utilisés après lui : comme «Parallelipipedum» pour parallélépipède (mais d'autres symboles d'Hérigone ont eu moins de fortune, ainsi 5< pour un pentagone ; ou ÷5< pour le côté d'un pentagone).
De façon plus fondamentale, c'est dans le Cursus mathematicus que se trouve le dernier avatar de la notation des puissances de l'inconnue (de l'indéterminée ou de la variable) avant sa transformation définitive. La notation de l'exposant a évolué au cours du développement de la logique spécieuse. Partie de {\displaystyle ^{A\ quadrato-cubus}} (chez Viète, 1591) et de {\displaystyle A(5)} (chez Adrien Romain, 1600 – non publié), passée par {\displaystyle Aqc} (chez Alexander Anderson, 1613), elle est devenue {\displaystyle A^{v}} (chez Johannes Geysius, 1629) Nathanael Tarporley, 1630) et James Hume de Godscroft (1635).
Hérigone écrit pour sa part – dès 1634 – cette puissance des espèces sous forme
{\displaystyle a,~a2,~a3,} etc.
C'est-à-dire sans surélever l'exposant comme on le fait aujourd'hui, à la suite de Descartes (1637), mais simplement en le postposant. Ce fait a été particulièrement remarqué par Walter William Rouse Ball en 1909 et par l'historien des sciences Florian Cajori en 1919.

De l'angle aigu vers sa notation.

Pour autant, Hérigone n'est pas l'unique mathématicien de son siècle à avoir cherché une notation mathématique dégagée du langage ou constituant une langue artificielle. La multiplication des symboles et la volonté de traduire Euclide dans un langage purement symbolique se retrouve aussi chez William Oughtred. La division des démonstrations en plusieurs colonnes, où l'auteur donne à la fois un exposé rhétorique, un exposé synthétique et des références chiffrées aux théorèmes utilisés à chaque étape inductive, se retrouve par exemple dans John Pell sous une forme identique à celle de Pierre Hérigone. John Pell propose d'ailleurs dès 1638 la création d'un langage universel. Ce dernier est suivi en 1641 par son compatriote John Wilkins, qui propose un système idéographique nouveau pour remplacer les caractères romains et un langage « philosophique » qu'il veut international. John Wallis (en 1656) et Isaac Barrow (en 1661) font sensiblement de même. En 1661, l'idée est à nouveau défendue par l'écossais George Dalgarno. Néanmoins aucun d'entre eux ne tente, comme Hérigone, de rédiger une véritable encyclopédie du savoir dans la langue qu'il veut promouvoir.

## Critiques de l'œuvre
Le cours de Pierre Hérigone apparaît au XVIIe siècle comme une référence incontournable. Fermat le cite pour justifier ses résultats. Galilée 
possède quatre tomes du cursus dès 1637 et demande à Bonaventura Cavalieri s'il connaît un moyen de se procurer le cinquième, cherchant à compléter une preuve sur les triangles sphériques ; Antonio Santini évoque encore le Cursus d'Hérigone avec Galilée le 21 septembre 1641.  L'architecte Guarino Guarini apprend les mathématiques dans Hérigone et Gaspar Schott.  L'audience de ce cours dépasse largement les frontières. Le mathématicien italien Pietro Mengoli, familier de l'algèbre de Viète via Jean de Beaugrand, trouve les traductions d'Euclide par Clavius dans Hérigone, et le cite explicitement.

Au XVIIe siècle, quelques critiques portent contre la supposée volonté d'Hérigone d'imiter Jean Baptiste Morin : 

«  Hérigone. Pierre Hérigone, un des Juges de Morin, fit imprimer son Cours de Mathématiques à Paris en la même année 1634; il y réfute Morin, & y propose quelques nouvelles méthodes de déterminer les Longitudes par la Lune : il n'a point, je crois, demandé de récompense de son travail, & je pense qu'il auroit eu tort de le faire, au moins publiquement ; ses méthodes sont moins bonnes que la plupart de celles qu'il avoit censurées dans Morin.  »

En réalité, les méthodes proposées par Morin et Hérigone sont différentes : Hérigone propose pour sa part (dans son tome V) d'utiliser non pas la lune, mais les satellites de Jupiter. Il donne une méthode issue des travaux de Galilée « à qui il ne manquerait rien si l'art de faire des télescopes était rendu plus parfait ». Hérigone connaît d'ailleurs les limites de sa méthode et écrit à ce propos qu'elle n'est pas meilleure que celle de Morin, les satellites de Jupiter étant difficilement observables.
Une autre critique (sur la mécanique) vient de Giovanni Alfonso Borelli. Il lui reproche, comme à Simon Stévin, d'avoir énoncé une proposition erronée en mécanique, à savoir :

« que le poids T soutenu avec les cordes obliques AC et BC par deux poids ou deux puissances R et S est à chacun d'eux, ou d'elles, comme la partie HC de sa ligne de direction à chacun des côte CN et MC du parallélogramme MN dont elle est diagonale. »

Critique injustifiée d'après Pierre Varignon.
Néanmoins, l'importance du cours d'Hérigone est assez vite reconnue ; le mathématicien Florimond de Beaune manifeste un grand intérêt pour les travaux du mathématicien basque. En vérité il n'a lu que Hérigone avant de découvrir Descartes. Quoiqu'il en juge obscurs certains passages (dans deux lettres à Mersenne datées du 25 septembre 1638 puis du 18 octobre), il en tire une partie de ses productions sur l'angle solide et on trouve chez lui les notations « 2a3 » pour {\displaystyle 2a}3 ou « a 2|2 b » pour {\displaystyle a=b}.

Le mathématicien John Pell tient Hérigone en meilleure estime que Jean de Beaugrand. Il annonce sa mort à son ami Lord Charles Cavendish (1594-1654). Il écrit en novembre 1644 : 

« Nor must we expect any more from Herigone, he died ye last yeare, and perhaps you are not much sorry for it. It is true he promised not so much as Beaugrand but he performed more than he. »

Pour sa part, Lord Cavendish ne partage pas ce point de vue. Pour lui Hérigone est inférieur à Fermat, et même à Roberval. Son influence est pourtant indubitable. En 1668, Pell reprend dans son Introductio in Algebram le même procédé qu'Hérigone pour marquer les étapes d'une démonstration. Les notations des exposants d'Hérigone connaissent encore quelques fortunes auprès de Deschales (1621-1678), Joseph Moxon (1627-1691), Christian Huygens (1629-1695), Andreas Spole (1630-1699) et John Craig (1663-1731).

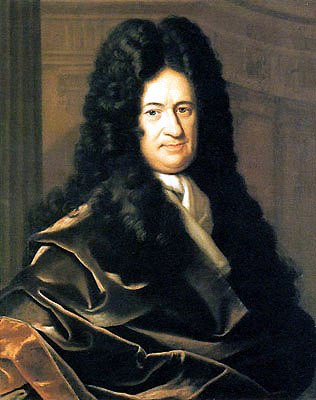
Gottfried Wilhelm Leibniz.

Dans son Astronomia Carolina, l'astronome anglais Thomas Street, utilise les méthodes du Béarnais pour déterminer l'excentricité et l'aphélie d'une orbite elliptique parcourue par un mouvement uniforme. Giovanna Cifoletti pense qu'Isaac Newton a pris connaissance des résultats de Fermat sur les tangentes dans les notations de Pierre Hérigone. De 1672 à 1680, Gottfried Wilhelm Leibniz s'intéresse aux tentatives de démontrer Euclide par de nouvelles méthodes, dont celle d'Hérigone. Il l'étudie dans l'espoir de construire une véritable axiomatique du raisonnement, ainsi qu'une langue universelle, c'est-à-dire d'étendre à l'analyse ce que Viète avait fait pour la géométrie. Il oppose néanmoins les notations de Pierre Hérigone à celle de l'Isagoge, différenciant d'un côté ce qui tient du rébus, de l'abréviation, de la communication, de ce qui – chez Viète – dépasse la simple notation pour rendre le calcul effectif et sûr, « augmenter l'invention et diriger le jugement ». Leibniz reprend parfois les notations du cours d'Hérigone, notamment pour l'égalité. Leibniz n'achève pas ses travaux ; ses recherches rebondissent avec l'intérêt que Condorcet apporte à son Essai d’une langue universelle  mais il faut attendre la fin du XIXe siècle pour que le projet d'une langue formelle pour les mathématiques revienne à l'ordre du jour et soit réalisé (Peano, Frege…).
Au XVIIIe siècle, Denis Diderot salue dans son Encyclopédie la tentative de mener des démonstrations sans faire référence à un langage. Il note que :

« Cet ouvrage a cela de remarquable, que l'auteur y emploie par tout une espece de caractère universel, de manière que, sans se servir absolument d'aucun langage, on peut en entendre toutes les démonstrations […] »

Vers 1753, Alexandre Savérien le lit mais n'évoque que brièvement sa figure parmi les mathématiciens dont il rénove les portraits.
À la veille de la Révolution française, Fortunato Bartolomeo de Felice donne un extrait de ces démonstrations symboliques dans son dictionnaire universel raisonné des connaissances :« plusieurs auteurs, affirme-t-il, ont tenté depuis, de représenter leurs démonstrations par des caractères à peu près semblables. [Et] nous avons cru, que pour faire sentir leur utilité ou mème leurs abus, nous devions en rapporter un exemple entier. » Mais pour Jean-Étienne Montucla, il suffit d'un mot pour parler d'Hérigone. Quoique le mathématicien ne lui semble pas sans mérite, l'historien des sciences affirme ainsi à propos du langage universel poursuivi par Hérigone : « Quand on connaît l'algèbre, la nature des sujets géométriques, ainsi que des celle recherches qui les ont pour objet, on sent aisément qu'un pareil langage ne serait pas fort difficile à introduire dans cette science ; car ces sujets sont, pour la plupart, susceptibles d'être représentés aux yeux par des symboles presque parlans. ».
En 1855, le juriste James Cockle rend un hommage appuyé à ses travaux chronologiques. Un demi-siècle plus tard, Paul Tannery ne retrouve ses traces qu'au travers des lettres de Giovanni Diodati et de Bonaventura Cavalieri.
En 1894, Giuseppe Peano annonce son projet d'un Formulaire de mathématiques. Le mathématicien Gino Loria remarque la même année dans la revue de Gaston Darboux que l'entreprise de Peano a déjà été tentée, deux cent cinquante ans plus tôt, par le mathématicien français Pierre Hérigone. Loria rend hommage à son originalité, à sa concision et à son caractère remarquable. Il le critique aussi, dans le droit fil de Leibniz, lui reprochant de créer autant de symboles qu'il lui en vient à l'esprit au lieu de chercher à les minimaliser
Cette interprétation est complétée par Giovanni Vacca, dans la revue mathématique de Peano. Vacca approuve les critiques de Loria et va plus loin, opposant l'archaïsme des abréviations du langage ordinaire et la modernité des préoccupations d'Hérigone. Pour lui, la partie la plus intéressante de l'œuvre ne réside pas dans la symbolique mais dans la façon d'exposer les démonstrations :

« Questa parte del simbolismo di Herigone è però molto povera : i suoi simboli sono: hyp — « dall'ipotesi si deduce », constr ss … e qualche altro raramente usato: essi erano comuni nei secoli scorsi, anche anteriormente ad Herigone. »

En 1906, le philosophe Louis Couturat, partisan de Bertrand Russell et de Peano, et qui a récemment édité des textes inédits de Leibniz, dans un échange polémique avec Henri Poincaré, dénonce (tout en soutenant Leibniz) le caractère inachevé et « enfantin » des notations du Basque.
La formalisation des mathématiques, depuis Euclide jusqu'à Hilbert en passant par Hérigone, fait à présent l'objet de communications nombreuses. En 2009, Hérigone a été l'objet de cours de Jean Dhombres, lors de deux séminaires, à L'ENSSIB et à l'EHESS.

## Autres travaux

### La chambre noire
Dans son Cursus mathematicus (chapitre 6, page 113), Hérigone décrit une chambre noire ayant la forme d'une « coupe » sans plus de précision, mais Johann Zahn reprend cette idée dans son Oculus Artificialis Teledioptricus Sive Telescopium (1685). La chambre noire de Pierre Hérigone est plus une curiosité qu'autre chose, censée permettre à son utilisateur de surveiller d'autres convives alors même qu'il boit. Le miroir incliné à 45° de cet appareil est muni d'un diaphragme stylisé, tandis que le récipient lui-même consiste en une coupelle de verre au travers de laquelle l'image transparaît.
En 1676, Johann Christoph Sturm, alors professeur à Nuremberg, fait une autre utilisation de ce gobelet dans son Collegium Experimentale Sive Curiosum. Il évoque alors la possibilité de créer une chambre obscure portable, usant d'un miroir incliné à 45¨, rappelant les travaux de Benedetti et d'Hérigone. Il introduit ainsi une des premières lanternes magiques.
Dans le Supplément à son Cours de mathématiques, Paris, 1642, p. 13, après avoir décrit la vitre d'Albrecht Dürer et la chambre obscure de Giambattista della Porta qui sont employées de son temps pour dessiner un objet en perspective, Hérigone fait connaître un instrument de son invention qui lui paraît plus commode et plus exact pour obtenir cet effet, et qui est composé de la planchette et de l'équerre de Viator dressées perpendiculairement sur un plan horizontal, suivant en cela un point de vue imaginé par Dürer.

### Mnémotechnique
Partisan de la mnémotechnie, Hérigone imagine de faire correspondre les chiffres aux consonnes de l'alphabet, l'étudiant pouvant compléter chaque paire de consonnes consécutives avec une voyelle de façon à former des sons mémorisables.
Son système est complété en 1648 par Johann-Just Winckelmann alias 'Stanislaus Mink von Wennsshein'. En 1730, Richard Grey développe un système parallèle. Il est repris par Gregor von Feinaigle (vers 1813) et Aimé Paris (entre 1820 et 1830). Il attire l'attention de Leibniz mais aussi de Lewis Carroll. Les pays anglophones le nomment le Mnemonic major system mais ignorent souvent le rôle fondateur joué en l'occurrence par le mathématicien français.
| Nombre | Lettre    | Associations visuelles                                                                   |
| ------ | --------- | ---------------------------------------------------------------------------------------- |
| 1      | t, d      | Un seul trait vertical                                                                   |
| 2      | n         | Deux traits verticaux                                                                    |
| 3      | m         | Trois traits verticaux                                                                   |
| 4      | r         | La lettre r se retrouve dans quatre en français, four en anglais, vier en allemand, etc. |
| 5      | l         | La lettre L ressemble au chiffre romain L (50)                                           |
| 6      | j, ch, sh | La lettre j ressemble à un 6 inversé                                                     |
| 7      | k, c, g   | La lettre K ressemble à deux 7 accolés. G est phonétiquement proche de K.                |
| 8      | f, v, ph  | Deux lettres f ressemblent à un 8. V et ph sont phonétiquement proches de f.             |
| 9      | p, b      | La lettre P ressemble à un 9 inversé. P et b sont phonétiquement proches.                |
| 10     | s, Z      | Le chiffre 0, zéro, produit un son sifflant.                                             |

### Astronomie

Modèle géo-héliocentriste

Dans le tome 5 de son cours, Hérigone tente de pallier les défauts de la méthode de Morin pour déterminer la longitude en mer et développe une méthode utilisant les occultations des satellites de Jupiter comme horloge. Cette méthode de Hérigone sera reprise trente ans plus tard par l'astronome-géomètre Cassini pour tracer ses cartes et les contours des côtes de France. Il donne dans ce même livre un exposé des points de vue de Copernic, Landbergis et Kepler. Il écarte le système intermédiaire de Tycho Brahe qui, comme dans le modèle de Viète, prétend que les luminaires, (Soleil et Lune) tournent autour de la Terre tandis que les planètes (Mercure, Vénus, Mars, Jupiter et Saturne) tournent autour du Soleil, système appelé géo-héliocentrisme, et trouve que « l'opinion de ceux qui mettent le soleil au centre est plus vraisemblable ».
En son hommage, un cratère (et cinq petits sous-cratères) de la Lune portent le nom d'Herigonius. Il ne faut toutefois pas confondre l'hommage qui lui est rendu avec ceux que les anciens Grecs rendaient à Érigone au travers des étoiles de la constellation de la Vierge. De surcroît, il existe aussi un astéroïde du nom d'Érigone (découvert en 1876). Enfin, Virgile nommait pour sa part Erigonius la constellation du Chien, située en face de celle de la Vierge et dans laquelle s'enfuit le chien d'Érigone,.